# PGC 10316
LEDA/PGC 10316, auch UGC 2195, ist eine Spiralgalaxie vom Hubble-Typ Sd im Sternbild Pegasus am Nordsternhimmel. Sie ist schätzungsweise 1,5 Milliarden Lichtjahre von der Milchstraße entfernt und hat einer Ausdehnung von etwa 490.000 Lichtjahren. Vom Sonnensystem aus entfernt sich das Objekt mit einer errechneten Radialgeschwindigkeit von näherungsweise 32.200 Kilometern pro Sekunde.

## Galaktisches Umfeld
| Nr. | Galaxie                 | Alternativname            | Rek          | Dek          | Distanz/asec |
| --- | ----------------------- | ------------------------- | ------------ | ------------ | ------------ |
| →   | LEDA/PGC 10316          | UGC 2195                  | 02/43/31.13  | +/41/56/16.2 | 0            |
| 1   | 2MASX J02433496+4153418 | WISEA J024334.95+415342.2 | 02h43m34.97s | +41d53m42.1s | 159.59       |
| 2   | LEDA/PGC 2189350        | 2MASX J02435108+4155516   | 02h43m51.09s | +41d55m51.9s | 224.21       |
| 3   | LEDA/PGC 2190989        | 2MASX J02434169+4201168   | 02h43m41.67s | +42d01m17.2s | 323.55       |
| 4   | LEDA/PGC 90632          | 2MASX J02423161+4159536   | 02h42m31.60s | +41d59m53.6s | 698.32       |
| 5   | LEDA/PGC 2192234        | 2MASX J02423533+4205312   | 02h42m35.35s | +42d05m31.1s | 832.18       |
| 6   | LEDA/PGC 2185547        | 2MASX J02423533+4205312   | 02h42m35.35s | +42d05m31.1s | 862.79       |
| 7   | LEDA/PGC 10401          | UGC 2215                  | 02h44m52.78s | +41d59m19.3s | 929.26       |